# Graphium leonidas
Graphium leonidas är en fjärilsart som först beskrevs av Fabricius 1793.  Graphium leonidas ingår i släktet Graphium och familjen riddarfjärilar.
Artens utbredningsområde är Tanzania. Inga underarter finns listade i Catalogue of Life.

## Bildgalleri

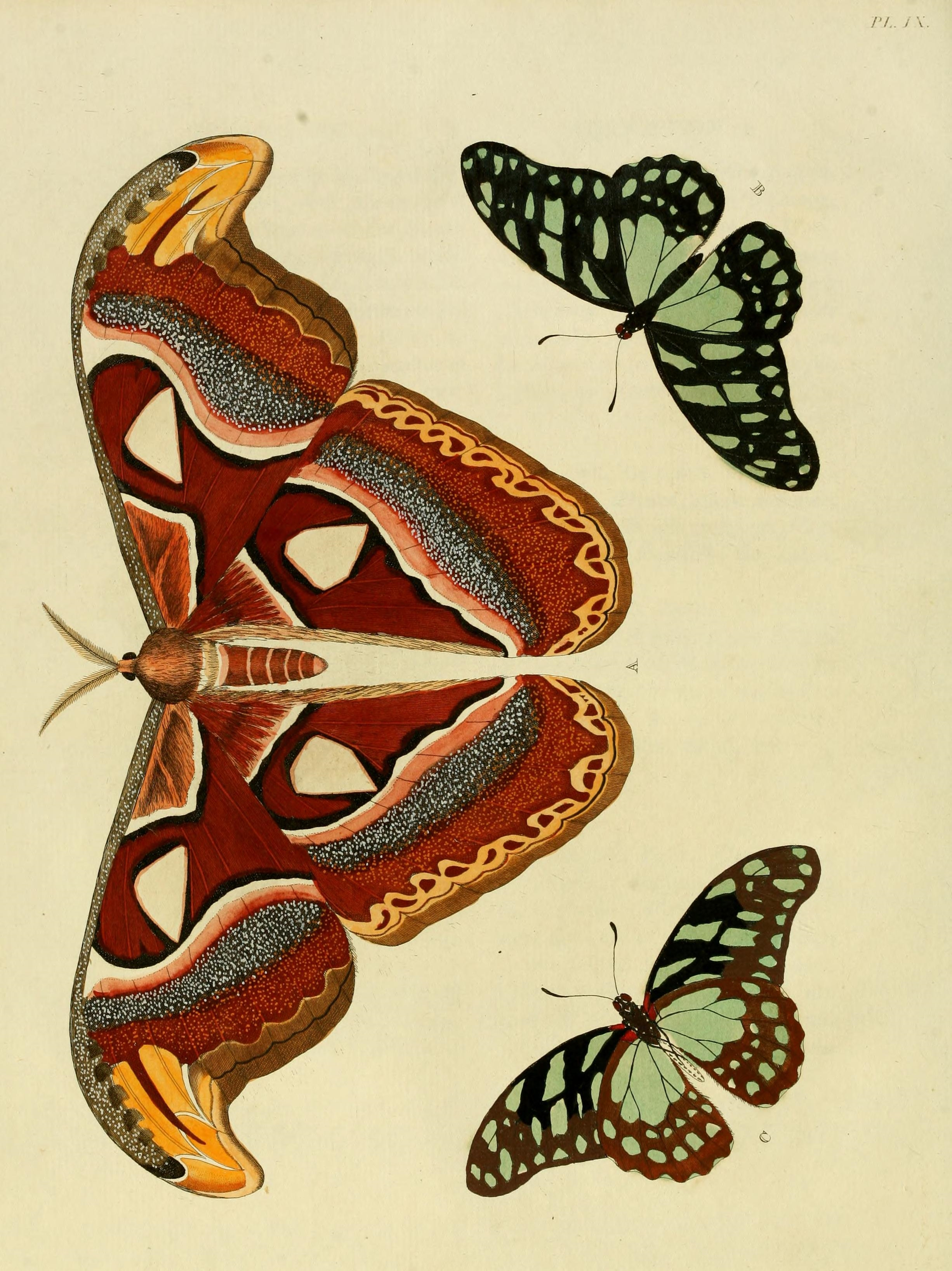
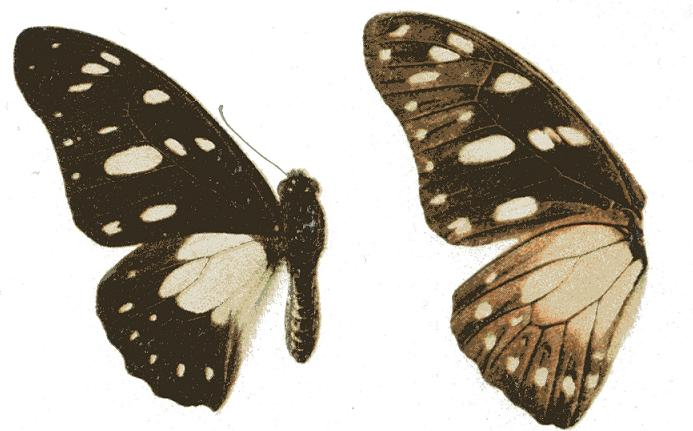
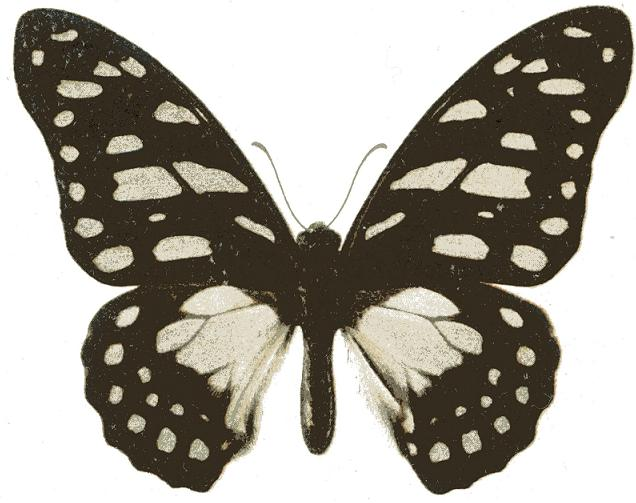
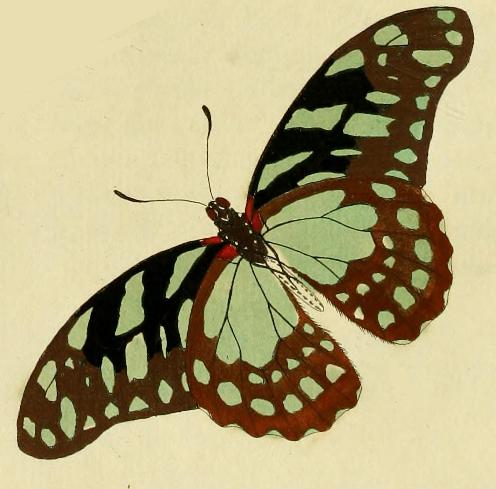
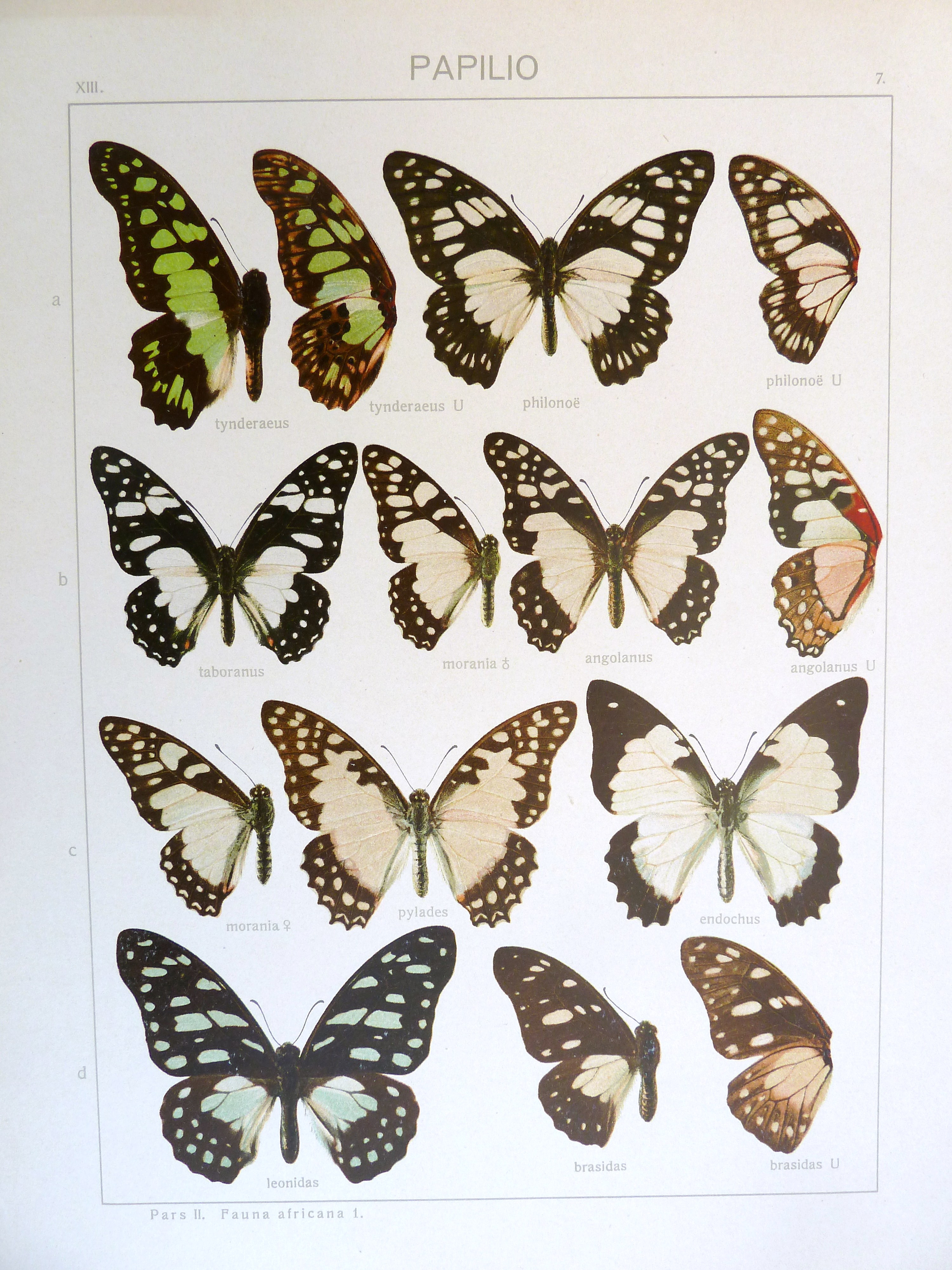